# Povijest nogometa
Povijest nogometa seže do prapovijesti, no povijest današnjeg, suvremenog nogometa ima korijene iz 19. stoljeća u engleskim javnim školama. U sredini 19. stoljeća, entuzijazam bivših učenika koji su igrali neke igre s loptom u mladosti, stvorili su prve amaterske nogometne klubove sa sjedištem u svakoj školi. Svaka škola je imala svoja pravila, pa je prilikom svake utakmice dolazilo do svađa po čijim će se pravilima igrati. 1863. godine, Engleski nogometni savez je donio prvi skup pravila kojih su se svi klubovi morali pridržavati. No, učinak engleskog saveza nije bio toliko značajan, jer nije bilo profesionalnih klubova. Profesionalni klubovi su nastali kada je radnička klasa preuzela vlast nad nogometom. Tada su neki biznismeni uvidjeli da gledatelji žele vidjeti utakmice, pa su počeli naplaćivati ulaznice. Kada je nogomet postao sport na profesionalnoj razini, počeo se nezaustavljivo širiti po cijelom Otoku.

## Razvoj igre
Razvoj moderne nogometne igre dolazi od velikog broja vrsta tadašnjeg nogometa igranog u brojnim javnim školama u Engleskoj. Nogomet je prisvojen od većine škola kao najbolji način zadržavanja mladih u dobrom tjelesnom stanju. Svaka je škola imala svoja pravila i određivala veličinu nogometnog igrališta. Ubrzo se pojavila najveća razlika u pravilima; mogućnost ili nemogućnost nošenja lopte rukom. Neke škole (poput Rugbyja, Marlborougha i Cheltenhama) su u pravilima dopuštali korištenje ruku, dok su ostale škole (npr. Harrow, Charterhouse i Westminster School) isključivale upotrebu ruku u igri. Ova podjela je dovela do stvaranja dva sporta: ragbija (po školi Rugby) i nogometa. 
Navala na željeznice (eng. Railway Mania) u četrdesetim godinama 19. stoljeća je dovela do mogućnosti putovanja na udaljena mjesta za malen novac. Tako su međuškolska natjecanja postala moguća. Dok su se pravila za atletiku jasno raspoznavala samim gledanjem održavanja atletskih natjecanja, nogometna pravila nisu bila tako jednostavna za shvaćanje zbog razlika u pravilima od škole do škole.

### Cambridgeska pravila
1848. u Cambridgeu, H. de Winton i J.C. Thring, koji su i sami bili u školi Shrewsbury, sazvali su sastanak. Na njemu se pojavilo još dvanaest predstavnika iz Etona, Harrowa, Rugbyja, Winchestera i Shrewsburyja. Sastanak koji je potrajao osam sati je za pozitivnu posljedicu imao prvi komplet pravila, znanih kao Cambridge Rules. Ne postoji originalni zapis tih pravila, no kopija iz 1856. se čuva u školi Shrewsbury. Pravila jasno naglašavaju da se lopta smije napucavati bilo kojim dijelom tijela osim ruke. Upotreba ruku je bila dozvoljena samo za donošenje lopte na mjesto izvođenja. Postojalo je i primitivno zaleđe, koje je onemogućavalo igrače da dugo kruže oko protivničkoga gola. Iako su u povijesti nogometa vrlo važna, ova pravila nisu prihvaćena svugdje.

## Prvi nogometni savez
Tijekom ranih 1860-ih, bilo je sve više pokušaja da se u Engleskoj ujedine u jednu cjelinu sve vrste nogometa koje su se tada igrale po javnim školama. 1862., J.C. Thring, jedan od utemeljitelja Cambridgeskih pravila i ravnatelj Uppinghamske škole, iznio je svoja pravila koja je nazvao The Simplest Game (hrv. Najjednostavnija igra), koja su još poznata i kao Uppinghamska pravila. U ranom listopadu 1863., predstavnici škola Harrow, Shrewsbury, Eton, Rugby, Marlborough i Westminster, donijeli su još jedna pravila koja su ustvari bila poboljšana Cambridgeska pravila.
U ranu večer 26. listopada 1863., predstavnici većine nogometnih klubova su se okupili u Londonu, Freemason's Tavern u ulici Great Queen Street. To se smatra prvim službenim okupljanjem nogometnog saveza, ujedno i prvog službenog tijela u nogometu uopće. Taj sastanak je rezultirao zamolbom svim školama da se pridruže tom savezu, što je većina tih škola ipak odbila. Ukupno je bilo još šest sastanaka između listopada i prosinca 1863., na kojima se najviše raspravljalo o Cambridgeskim pravilima. U tim pravilima su bila dva zakona koja se suprotstavljala pravilima Saveza: trčanje s loptom u rukama i dozvola za udaranje protivnika u potkoljenicu. Evo prijevod izjašnjavanja Saveza:
IX. Igraču treba biti dozvoljen nastavak trčanja prema protivničkom golu ako uhvati loptu rukom, ili je uhvati dok ne odskoči više nego jednom, no ako je doda protivniku, treba zaustaviti daljnje trčanje.
X. Ako bilo koji igrač trči prema protivničkom golu, bilo koji suparnik ima slobodu da ga zadrži, saplete, udari u potkoljenicu ili hrvajući se otme loptu, no udaranje protivnika i istovremeno držanje nije dozvoljeno.
Na petom sastanku je bila očita inicijativa da se ova dva pravila ukinu iz pravila Saveza. Većina predstavnika je bila za tu promjenu, osim F. W. Campbella, predstavnika Blackheath Rugby Cluba, koji je to oštro odbio. Rekao je: "Udaranje je pravi nogomet." Na posljednjem, šestom sastanku, promjene su prihvaćene i ona dva pravila su izbačena. Stvorena su jedinstvena Nogometna pravila, koja su se, uz neke izmjene, održala i do današnjih dana. Kada je Campbell vidio da su promjene prihvaćene, povukao je svoj klub iz Saveza.
Prva jedinstvena pravila Saveza su sadržavala dijelove koji više nisu prisutni u nogometu, no u ragbiju i australskom nogometu su vidljiva. Radi se o ubacivanju lopte u igru prilikom gola s crte šesnaesterca i još nekim malim detaljima. Ono što se održalo do danas su svakako pravilo zaleđa, auta, dodjeljivanja gola, kao i fleksibilnost dimenzija terena. Korištenje ruke je bilo strogo ograničeno na ubacivanje lopte iz auta. Zanimljivo, nije bilo određenog broja igrača, jedanaesteraca, prekršaja..., već su se kapetani momčadi trebali dogovoriti o tome prije početka utakmice.

## Osnivanje natjecanja
Pravila su prihvaćena od strane svih klubova trenutno. Prvu službenu utakmicu su odigrali Sheffield i Nottingham (danas Notts County), i to pod zapovijedi engleskog saveza. To je bio prvi derbi u povijesti nogometa. Drugi derbi je bio Chesterfielda i Stokea, što je značilo definitivno odvajanje nogometa od javnih škola. Glavnu riječ u tadašnjem nogometu je imala radnička klasa, koja je i prva uvela jedanaest igrača na terenu i okruglu loptu.
Godine 1866., na utakmici Sheffield – London, dozvoljeno je korištenje rukom samo jednom igraču, vrataru. Postavljena je i crvena traka na spoju dviju stativa kao prečka. Još je predloženo i stvaranje prvog domaćeg natjecanja.
1867. se dogodila i promjena u pravilu zaleđa, koja je prije glasila da je svaki igrač ispred protivničkog gola koji se dodaje sa suigračem u zaleđu, što je slično zaleđu u ragbiju. Onda je zaleđe postalo manje pogubno za napade pošto je dodavanje dozvoljeno. 

### Prvo domaće kup natjecanje
Dana 20. srpnja 1871., C. W. Alcock je predložio da se osnuje "natjecanje po kup sistemu pod ovlašću Saveza", što je dalo inspiraciju Savezu da doista stvori prvo natjecanje u povijesti nogometa: FA Cup. Prvo izdanje tog natjecanja je bilo davne 1872., s momčadi The Royal Engineers (igrači na slici) kao velikim favoritima. Finale se igralo pred 2000 gledatelja s plaćenom ulaznicom. No, favoriti su izgubili finalnu utakmicu s 1.0, zbog vrlo neobičnog razloga: igrali su većinu utakmice s igračem manje zbog ozljede jednog igrača, a tada nije bilo mogućnosti zamjene. Ubrzo je FA Cup postao iznimno popularan, pa su svi klubovi htjeli sudjelovati. Za to su trebali prihvatiti uvjete i pravila Saveza.
Kasnija natjecanja su donijela trofeje gospodi s Juga, posebice klubovima Old Etonians, Wanderers, Royal Engineers i Oxford, koji su između sebe podijelili 19 trofeja. 1873. se dogodilo i prvo povlačenje iz tog turnira. Radilo se o škotskom klubu Queens Parku, koji nije mogao stalno plaćati skupe karte za vlakove iz Škotske u Englesku. To je automatski dovelo do stvaranja škotske inačice FA Cupa. Usprkos stvaranju škotskog kupa, Queens Park je nastavio nastupati u engleskom kupu. Ostvarili su dva proboja do finala, do 1887., kada je Škotski nogometni savez zabranio svojim klubovima da nastupaju u tuđim natjecanjima.

### Prva liga
William McGregor, gospodin iz Perthshirea, 1888. godine je bio glavni pokretač sastanaka održavanih u Londonu i Manchesteru. Ovi sastanci su uključivali dvanaest nogometnih klubova koji su kasnije postali osnivači prve nogometne lige u povijesti nogometa. Na sastanku 22. ožujka 1888. se raspravljalo o bitnim pitanjima u tadašnjem nogometu. Najvažniji je bio razgovor o ranom ispadanju iz FA Cupa, što bi ostavljalo klubove bez utakmica gotovo čitavu sezonu, što bi za posljedicu imalo okretanje navijača nekim drugim klubovima i, najvažnije, financijske gubitke. O ovoj temi se raspravljalo do 17. travnja u Manchesteru.
McGregor je glasovao protiv imena The Football League, jer ga je zabrinjavala sličnost s imenom irske ragbi lige. No, ostali nisu marili za tu stvar, pa je ovo ime usvojeno. Dogovorio se raspored i popis članova te lige. Podijelili su se na klubove sa sjevera, juga i Midlandsa, no i dalje nije bilo profesionalnog kluba.
Postojala je još jedna engleska nogometna liga, zvana Football Alliance, a bila je aktivna između 1889. i 1892. 1892. je pala odluka o spajanju ove dvije lige, pa je tako nastala druga liga koja se sastojala uglavnom od klubova iz Football Alliance. Već postojeća liga i tri najbolja kluba iz Alliance lige dala su prvu ligu.

### Prva međunarodna utakmica
Charles Alcock, prvi tajnik engleskog saveza, došao je na ideju o međunarodnim natjecanjima, konkretno natjecanju između Engleske i Škotske. Stavio je oglas u glasgowskim novinama, informirajući ljude da će se odigrati utakmica na Kennington Ovalu, tada stadionu kriket kluba Surrey. Škotsku momčad su činili hrabri momci predvođeni kapetanom Robertom Smithom, jednim od trojice braće koji su osnovali Queens Park. Škoti su izgubili s 1:0. U iduće tri godine su se odigrale još tri utakmice. Najbolji škotski rezultat je bio 1:1, a posljednja, četvrta utakmica, ujedno i prva službena, završila je 0:0. Od tog trenutka postoji fraza da je 0;0 najnepopularniji rezultat. Prvi neeuropski susret je bio između SAD-a i Kanade, dana 28. studenog 1885. Poprište je bilo u Newarku, savezna država New Jersey, SAD. Utakmica je završila gostujućom pobjedom Kanade od 1:0.

## Od amaterizma do profesionalizma
Kada je nogomet postao popularna igra tijekom 1870-ih i 1880-ih, profesionavljenje bavljenje ovim sportom je bilo zabranjeno u Engleskoj i Škotskoj. Na sjeveru Engleske, neki su klubovi počeli upošljavati tzv. profesore nogometa, što su zapravo bili profesionalci iz susjedne Škotske. To je bio prvi slučaj profesionalizma u povijesti nogometa. Ljudi iz srednje klase, posebice oni iz Sjeverne Irske, postali su profesionalni nogometaši s namjerom da steknu dovoljno novca za normalan život. Neki klubovi su optuženi zbog posjedovanja profesionalnih igrača. 1885., engleski savez je dozvolio profesionalizam, ali plaće nisu smjele biti više od normalne građanske plaće.
Sjeverni klubovi su bili iz niže klase nego južnjački gospodini. Zato su se mnogo teže probijali do vrha u to vrijeme. Prvi klub sa sjevera u finalu FA kupa je bio Blackburn Rovers 1882., kada su izgubili od Old Etoniansa, posljednjeg amaterskog kluba pobjednika.
Rani ženski nogometni klubovi, poput Kerr's Ladies iz Prestona, bili su toliko popularni da su njihove utakmice donosile toliko novca da je mnogo išlo u dobrotvorne svrhe. Prva zabilježena utakmica žena se zbila 23. ožujka 1895., između engleskog juga i sjevera. Plaće su ipak bile više u muškom nogometu, protiv čega su se žene pobunile. To je razljutilo engleski Savez, pa je 1921. donesena zabrana o održavanju ženskih utakmica na stadionima saveza. To je, kažu stručnjaci, ubilo ženski nogomet na pedeset godina. Kasnije je ta kazna ukinuta. Hakoah Beč iz Beča je vjerojatno bio prvi neengleski klub koji je plaćao svoje nogometašice 1920-ih. Također su postale prve žene koje su uspjele pobijediti engleski ženski klub. Bilo je to 1923. protiv West Ham, a završilo je 5:1 za Hakoah.

## Nogomet u kontinentalnoj Europi
Najstariji klub u kontinentalnoj Europi je bio švicarski klub iz Lausanne godine 1860. Osim što je bio nogometni klub, bio je i kriket klub. Pravi nogomet je predstavljen u Danskoj, u klubu iz Kopenhagena, te u još jednom švicarskom klubu, St. Gallen 1879. godine. Danski nogometni savez je osnovan 1889. U Italiji je od 1898. do 1929. postojala samo jedna liga koja je i danas elitna, Serie A. Španjolska La Liga je prvi put igrana 1928., dok je Copa del Rey (Kup kralja), počeo davne 1902. Jedna od velikih nacija je kasnila s profesionalnim nogometom. Radilo se o Njemačkoj koja je prešla iz amaterskih regionalnih liga u profesionalnu Bundesligu tek 1961.

## Osnivanje FIFA-e
Potreba za jednim izvršnim tijelom koje bi bilo iznad svih ostalih tijela na čitavom svijetu je postala očita na početku 20. stoljeća i povećanom popularnošću međunarodnih utakmica. Engleski nogometni savez se mnogo puta sastajao s namjerom osnivanja takvog tijela, ali nije bilo značajnijeg pomaka zbog činjenice da je za takvu organizaciju potrebno više nogometnih nacija. FIFA je osnovana u Parizu, 21. svibnja 1904. Francuski se akronim održao i do danas, čak i izvan država s francuskim kao materinjim jezikom. Prvi predsjednik je bio Robert Guérin.
FIFA je bila izvršno tijelo prvog međunarodnog turnira 1906., no takvo natjecanje nije doživjelo uspjeh. Ovaj neuspjeh kombiniran s ekonomskim faktorima je doveo do smjene Guérina i postavljanja Daniela Burleya Woolfalla, Engleza, za novog predsjednika. Iduće natjecanje, ono na Olimpijskim igrama 1908. je bilo uspješnije, bez obzira na to što su nastupili profesionalci koje je FIFA zabranjivala.
Članstvo u FIFA-i se tražilo i izvan Europe. Tako je 1909. savez JAR-a zatražio članstvo, Argentinci 1912., a Nogometni savez SAD-a 1913.
Tijekom Prvog svjetskog rata FIFA je izgubila mnogo na polju igrača, jer je većina morala u rat. To je automatski značilo da će se rjeđe putovati na međunarodne utakmice. Poslije rata, predsjednik je postao Carl Hirschmann, Nizozemac, koji je FIFA-u sačuvao od propasti, no pod cijenu povlačenja država iz Velike Britanije, koje su na taj način obznanile da ne žele imati veze s protivnicima iz rata.
1946. je donijela povratak država s Otoka. 10. svibnja 1947. je odigrana utakmica stoljeća između Odabranog sastava Ujedinjenog Kraljevstva i Jedanaestorice iz ostatka Europe na stadionu Hampden Park u Glasgowu, Škotska. Odabrani sastav UK je pobijedio s 6-1 pred 135.000 gledatelja. Čitav utržak od prodanih karata je proslijeđen na račun FIFA-e da se održi i nakon Drugog svjetskog rata. I doista, FIFA je nastavila s radom i organizirala SP 1950. u Brazilu. Na svoju pedesetu godišnjicu (1954.) FIFA je imala 84 člana.

### Svjetsko prvenstvo u nogometu za muškarce
SP u nogometu u Urugvaju 1930. (prvo SP u povijesti) je okupilo samo trinaest momčadi, uglavnom iz Sjeverne i Južne Amerike, jer momčadi s drugih kontinenata nisu htjele danima putovati oceanom. No, od 1950. i SP-a u Brazilu, europske momčadi su se počele zanimati, pa čak i sudjelovati u SP-u. Tako je Svjetsko prvenstvo u nogometu poprimilo globalne razmjere, te postalo najveće sportsko natjecanje uopće. Iz SP-a su se razvila kontinentalna natjecanja: Europsko prvenstvo u nogometu, južnoamerička Copa America, oceanijski OFC Kup nacija, Azijsko nogometno prvenstvo, Afrički kup nacija i sjevernoamerički CONCACAF Gold Cup.

### Svjetsko prvenstvo u nogometu za žene
SP za žene je predstavljeno natjecanjem u Kini 1993. Natjecalo se dvanaest momčadi. Preko 650.000 posjetitelja je došlo na stadione, a više od milijardu ljudi iz sedamdeset država je barem povremeno gledalo prijenose. Kontinentalna natjecanja su jednaka kao i za muškarce.

## Vanjske poveznice
- Službena FIFA-ina stranica
- Azijska nogometna konfederacija (AFC)
- Konfederacija afričkog nogometa (CAF)
- CONCACAF
- Službena stranica UEFA-e
- CONMEBOL
- Oceanijska nogometna konfederacija (OFC)
- Trenutačna nogometna pravila  Arhivirana inačica izvorne stranice od 7. svibnja 2007. (Wayback Machine)
- Povijest SP-a; profili nekadašnjih zvijezda nogometa  Arhivirana inačica izvorne stranice od 19. ožujka 2007. (Wayback Machine)